# لوئیس اورتگا دیز
لوئیس مارولیا اورتگا دیز (انگلیسی: Luisa Marvelia Ortega Díaz؛ زادهٔ ۱۱ ژانویهٔ ۱۹۵۸) یک وکیل اهل ونزوئلا است. او بین دسامبر ۲۰۰۷ و اوت ۲۰۱۷ به عنوان دادستان کل ونزوئلا خدمت کرد.

## زندگی اولیه و حرفه‌ای
اورتگا دیاز در والی د لا پاسکوا در ایالت گارکیکو در تاریخ ۱۱ ژانویه ۱۹۵۸ متولد شد.
او در دانشگاه کارابوبو، در کارابوبو تحصیل کرد، در رشته قانون فارغ‌التحصیل شد. سپس او تصمیم گرفت تا در قانون کیفری و قانون رویه متخصص شود و به کاراکاس نقل مکان کرد. او حقوق کیفری را در دانشگاه سانتا ماریا و قانون رویه در دانشگاه کاتولیک آندرس بیلوکه هر دو در پایتخت هستند، مطالعه و تحصیل کرد.
اورتگا بعدها به عنوان استاد حقوق دانشگاه سانتا ماریا تبدیل شد و هنوز هم این عنوان را دارد. او همچنین به عنوان یک مشاور حقوقی به کانال تلویزیونی دولتی ونزوئلا خدمت کرده‌است.

## دادستان کل

### قبل از بحران ۲۰۱۷
در آوریل ۲۰۰۲، اورتگا به وزارت دادگستری پیوست.
در ۱۳ دسامبر ۲۰۰۷ او به دادستان کل منصوب شد، منصبی که در آمریکا معادل وزیر دادگستری می‌باشد. او توسط مجلس یا مجلس ملی برای یک دوره شش ساله از سال ۲۰۰۸ منصوب شد. در دسامبر ۲۰۱۴، پس از اتمام دوره ۲۰۰۸–۲۰۱۴، او مجوز برای دور دوم خدمتش، از ۲۰۱۵ تا ۲۰۲۱ دریافت کرد.

### بعد از بحران ۲۰۱۷
علیرغم اینکه تحت حکومت هوگو چاوز منصوب شده بود. امتناع اورتگاه از حمایت صریح از رژیم غرقه در بحران جانشین او نیکلاس مادورو برجسته بود.
در ۲۹ ژوئیه ۲۰۱۷ دادگاه عالی او را از خروج از کشور محروم کرد و دارایی‌های او را به دلیل ادعای «سوء رفتار جدی» در منصب ضبط کرد،
او در ۵ اوت ۲۰۱۷ از منصب دادستانی کل توسط مجمع قانون اساسی ملی تازه تأسیس شده خلع ید و اخراج شد.